# Thomas François Burgers
Thomas François Burgers (15 de abril de 1834-9 de diciembre de 1881) fue el 4.º presidente de la República sudafricana de 1872 a 1877. Fue el hijo más joven de Barend y Elizabeth Burger de la granja Langefontein en el distrito Camdeboo de Graaff-Reinet, Colonia del Cabo.

## Biografía
Después de estudiar teología en la Universidad de Utrecht en los Países Bajos, Burgers se convirtió en el párroco de Hannover, Sudáfrica en 1859. Hombre encantadoramente elegante, pero ferozmente individualista,  siendo influenciado por el profesor C. W. Opzoomer en los Países Bajos y abrazó sus ideas racionalistas y liberales.
Rápidamente, Burgers estuvo involucrado en una tormentosa controversia con la Iglesia reformada neerlandesa sobre su liberalismo y su supuesta falta de fe en la verdad literal de la Biblia. Fue crítico de la cultura tradicional y destacó fuertemente el conocimiento y el racionalismo. En 1862, su doctrina poco ortodoxa lo llevó a una acusación de herejía, y en 1864 fue declarado culpable por el Sínodo y suspendido. La corte suprema anuló la decisión, y en 1865,  fue readmitido al ministerio. Algunas de sus ideas teológicas liberales y sus opiniones de desviación pueden ser encontrados en los bocetos que escribió sobre su vida diaria en Hannover.
Los burgueses de la República sudafricana recomendaron a Burgers postularse a la presidencia de su país, y fue elegido por mayoría absoluta de 2.964 votos a favor y 388 en contra en 1872.
Las primeras monedas de la República sudafricana —los famosos Burgerspond— fueron introducido en 1874. Fueron acuñaros en Heaton Mint en Birmingham, Inglaterra cuando visitaba el país. Algunas personas en la República sudafricana se opusieron al asunto del Burgerspond, porque el retrato del Presidente en las monedas lo comparaba a un dictador.

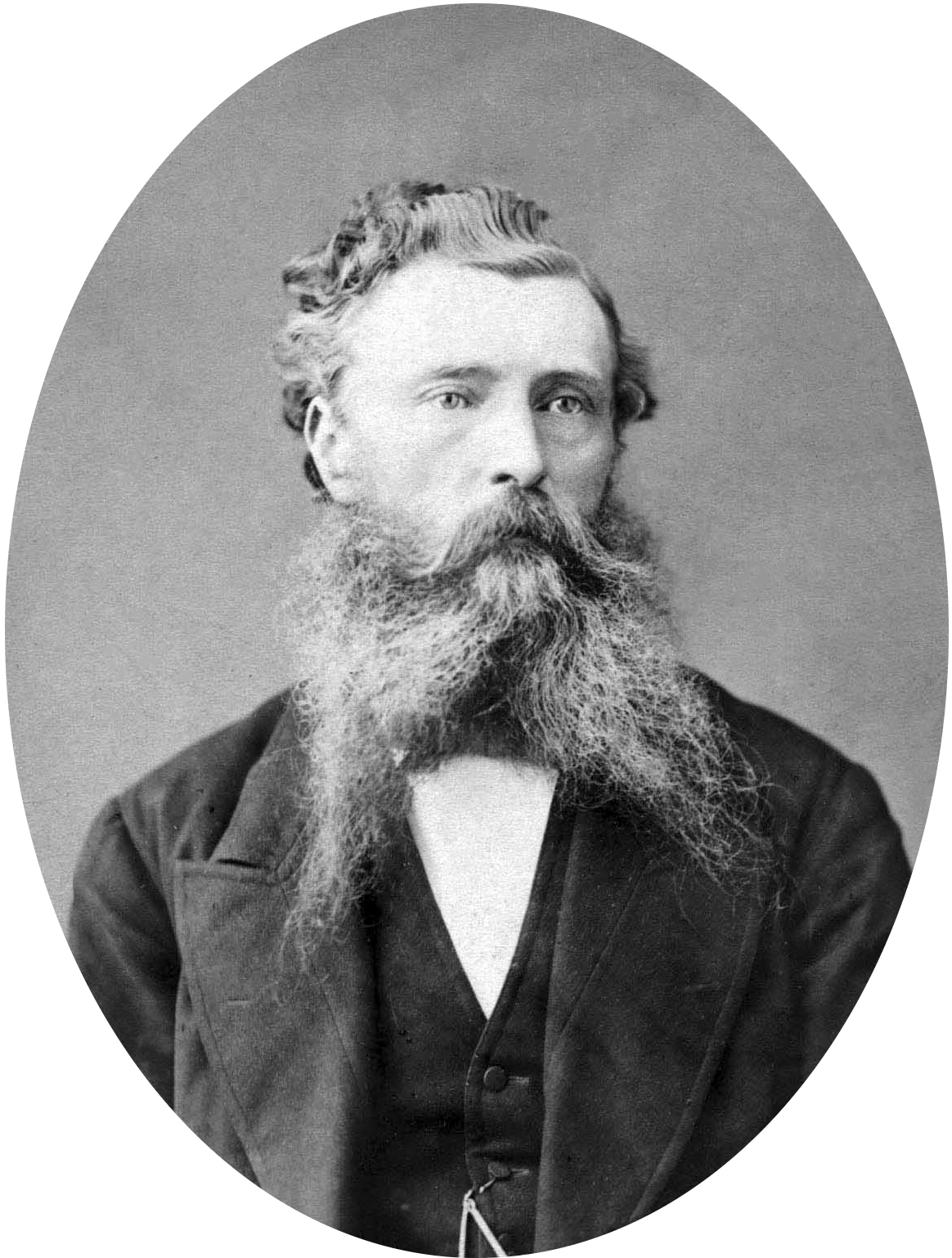
Presidente Dr. Th.F. Burgers, c. 1877

El 1905, New Internacional Encyclopædia describió las políticas ejecutivas de Burgers como  “caracterizado por brillante pero impracticable esquemas, dirigidas principalmente a la expansión territorial.” Uno de sus planes, inspirados en el programa de redes ferroviarias del primer ministro de la vecina colonia Cabo John Molteno, era construir un ferrocarril que conectara Transvaal al mar. En 1875 viajó a Europa para recaudar fondos, pero sus planes fueron frustrados por el jefe Pedi Sekhukhune, cuyas tierras yacía en el camino del ferrocarril propuesto.
Por el año 1877, Burgers fue muy impopular y su gobierno era insolvente. Gran Bretaña, entusiasta en expandir su imperio, intervino y anexionó el Transvaal. Burgers se retiró de la vida política, se estableció nuevamente en la Colonia del Cabo y murió en 1881, con sólo cuarenta y siete años y dejando su familia en la miseria. La familia recibió ayuda del exsecretario privado de Burguers, Th.M. Tromp, publicando los bocetos que Burgers había escrito sobre sus experiencias como ministro en Hanover. Las ganancias del libro, en holandés y publicado en los Países Bajos, fueron usados para aliviar los problemas financieros de su familia.
Terminó sus días descorazonado y en la pobreza. Su cuerpo era desenterrado en 1895, para ser reenterrado en el cementerio de Pretoria ahora conocido como los Héroes de Acre.

### Literatura
- de Jong-Goossens, Riet (April 2008). «Menselijk en overtuigend: de dorpstonelen van Burgers». Maandblad Zuid-Afrika 85 (4): 78-79. de Jong-Goossens, Riet (April 2008). «Menselijk en overtuigend: de dorpstonelen van Burgers». Maandblad Zuid-Afrika 85 (4): 78-79. (4): 78–79.

- Datos: Q220408
- Multimedia: Thomas François Burgers / Q220408